# دونتی ۱۶۶۸۲
سیارک ۱۶۶۸۲ (به انگلیسی: 16682 Donati، نامگذاری:1994FB) شانزده هزار و ششصد و هشتاد و دومین سیارک کشف شده‌است که در ۱۸ مارس ۱۹۹۴ کشف شد.